# Hela (Schiff, 1940)
Die Hela war ein als Flottentender, zeitweise auch als Aviso bezeichnetes ehemaliges Spezialschiff der deutschen Kriegsmarine, ein Vorläufer der heutigen Kommandoschiffe (englisch Command Ships). Sie war mit allem ausgerüstet, was ein Flotten- oder Geschwaderführungsstab benötigte, und die Aufbauten enthielten hauptsächlich Arbeits- und Unterbringungsräume für einen umfangreichen Stab.

## Planung, Bau und technische Daten
Weil der zuvor verwendete Flottentender Hela, das einstige Minensuchboot M 135, für die neuen Aufgaben und Bedürfnisse des Flottenstabes zu klein geworden war, wurde unter der Bezeichnung Ersatz Hela ein geplanter Neubau in den Staatshaushalt 1936 aufgenommen. Das Schiff wurde am 19. Juni 1937 bei der Stülcken-Werft in Hamburg in Auftrag gegeben, wo am 23. November 1937 die Kiellegung erfolgte. Am 29. Dezember 1938 lief das Schiff vom Stapel und die Übergabe an die Kriegsmarine erfolgte am 16. Oktober 1940.
Das Schiff hatte eine Länge von 99,8 m über alles bzw. 92,5 m in der Wasserlinie und war 12,8 m breit, bei einer Seitenhöhe von 7,45 m und einem Tiefgang von maximal 4,05 m. Die Wasserverdrängung betrug maximal 2.520 Tonnen (Standard 2.113 tn.l.). Die Bewaffnung bestand aus zwei 10,5-cm SK L/45 C32 Schnellladekanonen, einer 3,7-cm SK C/30 und zwei 2,0-cm-Flak C/30 Maschinenkanonen. Ein auffällig großer Schiffskran zum Wassern und Bergen der verschiedenen Barkassen und Beiboote wie auch zur Beladung des Schiffes mit Munition und Vorräten befand sich mittschiffs hinter dem Schornstein. Die im ursprünglichen Entwurf vorgesehene Ausrüstung mit Katapult und Wasserflugzeug vom Typ Arado Ar 196 A-1 wurde nicht verwirklicht, weil schon frühzeitig abzusehen war, dass das Schiff die Heimatgewässer kaum verlassen würde und somit ein bordgestütztes Flugzeug, für Aufklärung oder Transport, nicht benötigt würde.
Die Beschaffung der zunächst vorgesehenen vier MAN 9-Zylinder Viertakt-Schiffsdiesel des Typs W 9 Vu 40/46 mit Büchi-Aufladung, mit geplanten 6300 PS gesamt, bereitete erhebliche Schwierigkeiten und führte zu langen Bauverzögerungen. Schließlich wurde dieser Plan aufgegeben und das Schiff erhielt stattdessen zwei Zwei-Takt Sechs-Zylinder Dieselmotoren von MAN, die aus dem noch nicht fertiggestellten Frachtschiff Sofia der Deutschen Levante-Linie ausgebaut wurden. Deren insgesamt 4720 PS gaben der Hela über zwei Wellen mit Vulkangetrieben und Propellern eine Höchstgeschwindigkeit von 20 kn. Der Bunkervorrat von 280 t Dieselkraftstoff ermöglichte einen Aktionsradius von 2000 Seemeilen bei 15 Knoten Marschgeschwindigkeit.
Die Besatzung bestand aus 224 bis 259 Mann (ohne Admiralsstab). Zusätzlich waren Offiziers- und Mannschaftsunterkünfte für bis zu 108 weitere Personen vorhanden, die als Stabspersonal an Bord dienen würden.

## Schicksal

### Kriegsmarine
Nach nahezu dreijähriger Bauzeit wurde das Schiff am 16. Oktober 1940 unter dem Befehl von Korvettenkapitän Paul Schulze in Dienst gestellt und nach Beendigung der Probefahrten dem Flottenkommando unterstellt. Ab Dezember 1940 diente es als Kommandoschiff der zur Entlastung des Flottenchefs neu geschaffenen Dienststelle des 2. Admirals der Flotte mit dessen Stab, zu jener Zeit Konteradmiral Leopold Siemens (später Vizeadmiral, 1889–1979).
Am 5. Mai 1941 brachte die Hela Hitler nach Gdingen, dem während der deutschen Besetzung 1940–45 so genannten Gotenhafen, wo er die dort auf Reede liegende Bismarck vor ihrem Ausbruch in den Atlantik besuchte. Nach dem Untergang der Bismarck nur drei Wochen später, am 27. Mai 1941, bei dem der Flottenchef Günther Lütjens und sein gesamter Stab ums Leben kamen, wurde die Dienststelle des 2. Admirals der Flotte zwecks Bildung eines neuen Flottenkommandos aufgelöst, und die Hela stand nunmehr bis Kriegsende wieder dem Flottenkommando zur Verfügung. Im Oktober 1943 übernahm Korvettenkapitän Oswald Neumann das Kommando über das Schiff, das er bis Kriegsende befehligte.
Am 16. April 1945 wurde die Hela bei einem britischen Fliegerangriff auf Swinemünde leicht beschädigt. Vor Ende April gelang es noch, das Schiff angesichts der näherrückenden sowjetischen Streitkräfte mit eigener Kraft über die Ostsee nach Eckernförde zu verbringen, wo es nach der Kapitulation Deutschlands von Großbritannien beschlagnahmt wurde. Während die Seeoffiziere, von den Siegermächten als Nazis angesehen und so bezeichnet, verhaftet wurden, wurde die restliche Mannschaft unter dem Kommando des letzten verbliebenen Offiziers, dem Leitenden Ingenieur Oberleutnant zur See (Ing.) Heinz Johann Schulz, per Fußmarsch nach Mittelholstein in die Kriegsgefangenschaft geführt. Die Mannschaft musste mehrere Wochen auf einem offenen Feld lagern, bis die Ersten im Juli 1945 aus der Gefangenschaft entlassen wurden.

### Sowjetische und russische Marine
Nach Kriegsende wurde das Schiff der Sowjetunion als Kriegsbeute zugesprochen und am 5. November 1945 in die Schiffsbestandsliste der sowjetischen Marine aufgenommen. Am 25. Dezember 1945 erfolgte die Übernahme, am 20. Januar 1946 wurde erstmals die sowjetische Flagge gehisst, am 29. März 1946 wurde das Schiff der sowjetischen Baltischen Flotte eingegliedert und am 13. Mai 1946 unter dem Namen Angara (russisch: Ангара) in Dienst gestellt.
Anfangs diente das Schiff dem Hafenkapitän von Leningrad, dem heutigen Sankt Petersburg, drei Jahre später wurde es der Schwarzmeerflotte unterstellt und in Sewastopol, Halbinsel Krim, stationiert. Vom 22. Juni 1957 bis 13. März 1958 wurde es aufgrund seiner noch von der Kriegsmarine stammenden luxuriösen Ausstattung, so u. a. mit sehr großen holzgetäfelten Kabinen und Speisesalons, als offizielle Regierungsyacht der Sowjetunion genutzt. Viele bekannte Persönlichkeiten und hochrangige Politiker waren auf Einladung der Sowjetregierung Gäste auf dem Schiff, darunter u. a. der finnische Präsident, der indische Premierminister, der König von Afghanistan, die Verteidigungsminister von China, Bulgarien, Ungarn, Polen und Rumänien, und die Marinechefs der DDR, von Bulgarien, Polen und Rumänien. Am 13. März 1958 wurde das Schiff dem Schwarzmeer-Marine-Kommando zurückgegeben. Dort diente es bis 1992 als Kommandoschiff des regionalen Marinebefehlshabers. Damit war die Hela 1992 vermutlich das letzte noch aktive größere Überwasserschiff der ehemaligen deutschen Kriegsmarine, wenn auch unter fremder Flagge. Die Bewaffnung, wie die zwei 10,5-cm-Geschütze auf dem Vor- und Achterdeck, waren hingegen bereits zuvor ausgebaut worden.
Am 26. Februar 1995 brach im Maschinenraum ein Feuer aus, das von der Besatzung nicht gelöscht werden konnte und schwere Schäden verursachte. Da das Schiff nicht mehr mit eigener Kraft manövrierfähig war, wurde es im Januar 1996 zum Wohnschiff PKZ-14 umklassifiziert und danach nicht mehr als Kommandoschiff oder Regierungsyacht genutzt. In der Folgezeit, bis 2006, wurde das Schiff kaum noch gewartet und rostete vor sich hin.

### Weiterer Verbleib
Bereits um das Jahr 2000 stand das Schiff für kolportierte USD 1,2 Millionen zum Verkauf und wurde in späteren Jahren von einem britischen Schiffsmakler angeboten. 2007 wurde es nach Vermittlung einflussreicher russischer Geschäftsleute von der russischen Marine an den Italiener Antonio Crispino verkauft (mit der Firma Ellici Trasporti srl als Vertragspartner), der es zu einer hochseegängigen Luxusyacht umbauen lassen wollte. Der endgültige Verkaufspreis wurde nicht veröffentlicht. Am 29. April 2011 begannen die Planungs- und Entwicklungsarbeiten, mit denen die italienischen Firmen Navirex von Mario Grasso und das Francesco Rogantin Studio für "Naval Architecture and Engineering" betraut wurden, mit Mr. Fausto Corradini als koordinierendem Projektmanager. Nachdem der Rumpf bereits in einem Trockendock entrostet und neu konserviert und Schrauben und Ruder entfernt worden waren, wurde das Schiff an die Pier einer Werft in Sewastopol geschleppt. Dort wurden zuerst der Kran und bis Mitte 2012 auch alle Aufbauten und der Schornstein entfernt.
Geplant war eine Yacht, die verchartert werden sollte, mit zehn Großraumkabinen, deren individuelles Design dem "Carlton Hotel" in Cannes nachempfunden werden sollte, und einem Salon von 25 m × 10 m Fläche, zudem große Freitreppen und Fahrstühle. Das Schiff sollte diesel-elektrisch betrieben werden, mit einer geplanten Reisegeschwindigkeit von 15 Knoten und einer Höchstgeschwindigkeit von 20 Knoten, was der Leistung der vormaligen Hela entsprochen hätte. Bei ökonomischer Fahrweise von 12 Knoten sollte die Reichweite 5.000 Seemeilen betragen. Die Mannschaft hätte, bei durchschnittlich zwölf Passagieren, 20 Personen umfasst.
Da der italienische Eigner das Projekt aus nicht näher bekannten Gründen aufgab, wurde das Schiff im 4. Quartal 2019, also 79 Jahre nach seiner Indienststellung in Hamburg, auf der Abbruchwerft Inkerman in Sewastopol abgewrackt. Es ist kein Schiff dieser Größenordnung der deutschen Kriegsmarine bekannt, welches derart lange überlebte.